# Ziegleria ceromia
Ziegleria ceromia is een vlinder uit de familie van de Lycaenidae. De wetenschappelijke naam van de soort werd als Thecla ceromia in 1877 gepubliceerd door William Chapman Hewitson.

## Synoniemen
- Thecla suada Hewitson, 1877
- Thecla opacitas Druce, 1907
- Angulopis calycopinotis Johnson & Kroenlein, 1993
- Angulopis llorentei Johnson & Kroenlein, 1993
- Gigantorubra microserrata Austin & Johnson, 1997
- Angulopis tenuis Austin & Johnson, 1997